# Ranger (Georgia)
Ranger – miasto w Stanach Zjednoczonych, w stanie Georgia, w hrabstwie Gordon.